# أمة الرحمن بنت إبراهيم الواسطي
أمة الرحمن بنت إبراهيم الواسطى (وتلقب بست الفقهاء) (- 726 هـ)، والدة فاطمة بنت الدباهي. محدثة ذات دين وصلاح، روت الكثير، وسمعت من عبد الحق جزء ابن عرفة، سمعت منإبراهيم بن الخليل. وأجاز لها جعفر الهمذاني، وأحمد ابن العز، وابن القسطي، وغيرهم. وتوفيت ولهـا ثلاث وتسعون سنة.